# Johnny Yong Bosch

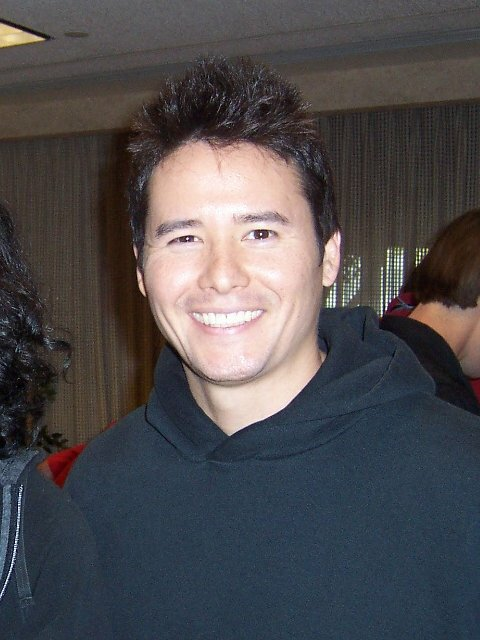
Johnny Yong Bosch

Johnny Yong Bosch, född 6 januari 1976 i Kansas City, Missouri, är en amerikansk röstskådespelare och skådespelare. Som röstskådespelare är han mest känd för att göra rösten till huvudpersonen Kurosaki Ichigo i den japanska animen Bleach. Han spelade Adam Park (The Black Ranger) i serien Mighty Morphin Power Rangers och flera av dess uppföljare.
Bosch spelar i indierockbandet Eyeshine som han grundade tillsammans med Maurice Salmin.